# オクタヴィア (小惑星)
オクタヴィア (598 Octavia) は小惑星帯に位置する小惑星である。ハイデルベルクでマックス・ヴォルフによって発見された。
ローマ帝国皇帝ネロの義理の妹で最初の妻だったクラウディア・オクタウィアにちなんで命名された。